# Ulrike Dobeš

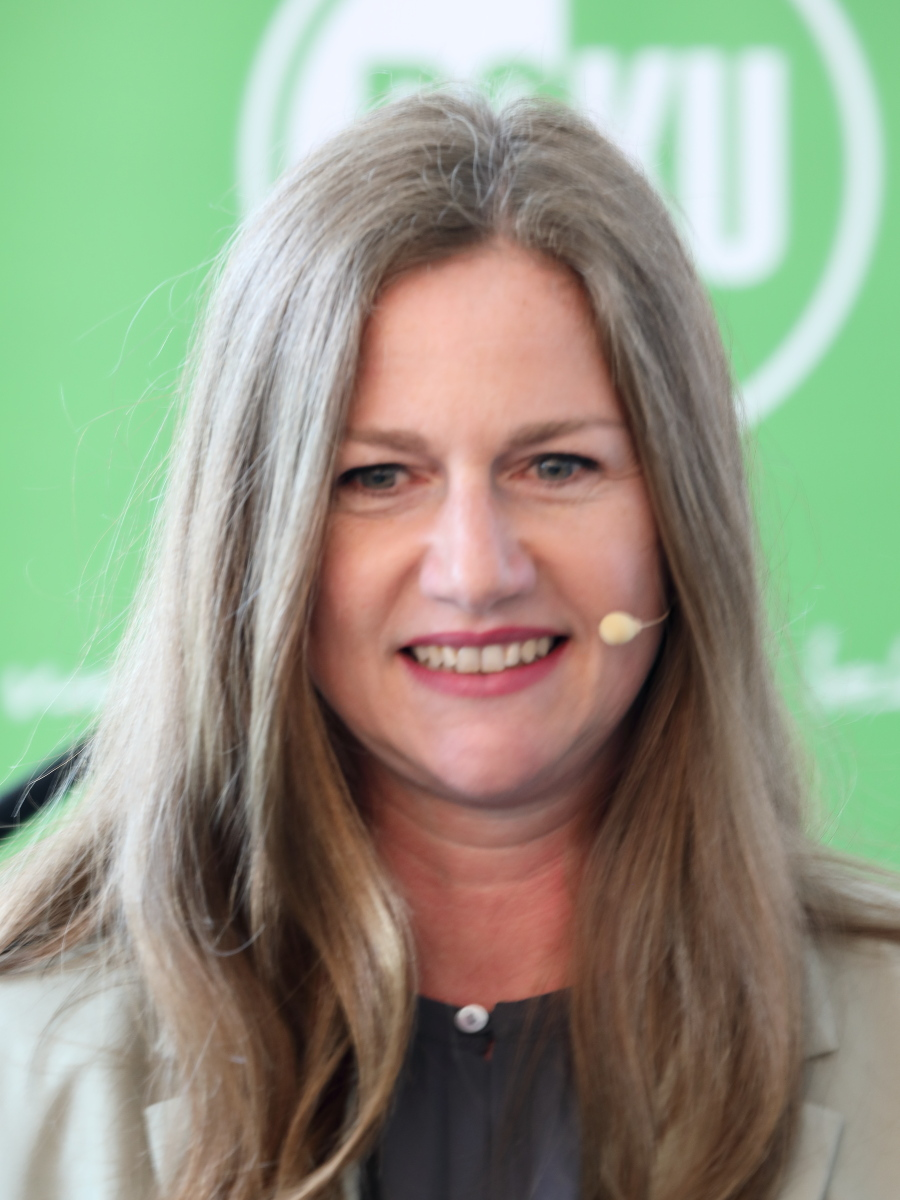
Ulrike Dobes (2023)

Ulrike „Ulli“ Dobeš (* 1978) ist eine österreichische Fernsehmoderatorin und -redakteurin.

## Leben
Ulrike Dobeš wurde 1978 geboren und begann 2004 bei Radio Wien. Von hier wechselte sie ein Jahr später innerhalb des Österreichischen Rundfunks zu Wien heute. Davor hatte die ehemalige Gymnasiastin bereits jahrelange Erfahrung im privaten Fernseh- und Radiobereich gesammelt. Nach Jahren in der Redaktion von Wien heute wurde sie Anfang 2012 zusammen mit Patrick Budgen Teil des neuen vierköpfigen Moderatorenteams von Wien heute vorgestellt. Heute (Stand: September 2020) ist sie neben Patrick Budgen, Lukas Lattinger und Elisabeth Vogel nach wie vor regelmäßige Moderatorin dieser Sendung.